# ベーメン・メーレン保護領の統治者一覧
ベーメン・メーレン保護領の統治者一覧は、ナチス・ドイツがチェコの地に設立したベーメン・メーレン保護領の統治を行った保護領大統領（チェコ語：státní prezident）、首相（チェコ語：předseda vlády）、および保護領総督（チェコ語：říšský protektor, 独：Reichsprotektor）の一覧である。
占領以前のチェコスロバキア共和国大統領であったエミール・ハーハが引き続き保護領大統領を務めた。また首相にはチェコ人が任命されていたが、政府の実権はドイツ政府から派遣された総督、副総督、担当国務相が握っており、大統領や首相はドイツの傀儡にすぎなかった。

## 保護領大統領
- エミール・ハーハ　（1939年3月15日 - 1945年5月4日）

## 首相
- ルドルフ・ベラン（Rudolf Beran）（1939年3月15日 - 1939年4月27日）※前チェコスロバキア首相
- アロイス・エリアーシ（Alois Eliáš）（1939年4月27日 - 1941年9月28日）
- ヤロスラフ・クレチ（Jaroslav Krejčí）　（1942年1月19日 - 1945年1月19日）
- リヒャルト・ビエナート（Richard Bienert）　（1945年1月19日 - 1945年5月5日）

## 保護領成立時のドイツ軍司令官
- ヨハネス・ブラスコヴィッツ　（1939年3月15日 – 1939年3月21日）

## 保護領総督・保護領副総督

### 総督
- コンスタンティン・フォン・ノイラート（1939年3月21日 - 1943年8月24日）
- ヴィルヘルム・フリック（1943年8月24日 - 1945年5月4日）

### 副総督
- ラインハルト・ハイドリヒ（1941年9月29日 - 1942年6月4日）
- クルト・ダリューゲ（1942年6月5日 – 1943年8月24日）

## ドイツ政府のベーメン・メーレン保護領担当国務相（大臣待遇）
- カール・ヘルマン・フランク（1943年8月20日 -  1945年5月8日）
  - ドイツ政府には「Reichsminister（ライヒ大臣、国家大臣）」と呼ばれる上級の大臣職のほかに、「Staatsminister（国務相）」と呼ばれる下位の大臣職が存在していた。フランクの地位は国家大臣ではなく国務相であるが、儀礼的には国家大臣級の待遇を受けていた（「Staatsminister im Rang eines Reichsministers」）。